# Turkije op het Europees kampioenschap voetbal 2020
Turkije was een van de deelnemende landen aan het Europees kampioenschap voetbal 2020. Het was de vijfde deelname voor het land. Şenol Güneş was de bondscoach. Turkije werd uitgeschakeld in de groepsfase.

## Kwalificatie

### Kwalificatieduels
|                                                |         |         |                           |                                                                                 |
| 22 maart 2019 «onderlinge duels» 20.45 (UTC+1) | Albanië | 0 − 2   | Turkije                   | Loro Boriçistadion, Shkodër Toeschouwers: 11.730 Scheidsrechter: Tobias Stieler |
| 22 maart 2019 «onderlinge duels» 20.45 (UTC+1) |         | Verslag | 21' Yılmaz 55' Çalhanoğlu | Loro Boriçistadion, Shkodër Toeschouwers: 11.730 Scheidsrechter: Tobias Stieler |

|                                                |                                       |         |          |                                                                                        |
| 25 maart 2019 «onderlinge duels» 20.00 (UTC+3) | Turkije                               | 4 − 0   | Moldavië | Eskişehir Atatürkstadion, Eskişehir Toeschouwers: 29.456 Scheidsrechter: Sergiej Bojko |
| 25 maart 2019 «onderlinge duels» 20.00 (UTC+3) | Kaldırım 24' Tosun 26', 53' Ayhan 70' | Verslag |          | Eskişehir Atatürkstadion, Eskişehir Toeschouwers: 29.456 Scheidsrechter: Sergiej Bojko |

|                                              |                     |         |           |                                                                                        |
| 8 juni 2019 «onderlinge duels» 21.45 (UTC+3) | Turkije             | 2 − 0   | Frankrijk | Konya Büyükşehir Torku Arena, Konya Toeschouwers: 36.783 Scheidsrechter: Damir Skomina |
| 8 juni 2019 «onderlinge duels» 21.45 (UTC+3) | Ayhan 30' Ünder 40' | Verslag |           | Konya Büyükşehir Torku Arena, Konya Toeschouwers: 36.783 Scheidsrechter: Damir Skomina |

|                                             |                        |         |           |                                                                                  |
| 11 juni 2019 «onderlinge duels» 18.45 (UTC) | IJsland                | 2 − 1   | Turkije   | Laugardalsvöllur, Reykjavik Toeschouwers: 9.680 Scheidsrechter: Szymon Marciniak |
| 11 juni 2019 «onderlinge duels» 18.45 (UTC) | R. Sigurðsson 21', 32' | Verslag | 40' Toköz | Laugardalsvöllur, Reykjavik Toeschouwers: 9.680 Scheidsrechter: Szymon Marciniak |

|                                                   |           |         |         |                                                                                |
| 7 september 2019 «onderlinge duels» 21.45 (UTC+3) | Turkije   | 1 − 0   | Andorra | Vodafone Park, Istanboel Toeschouwers: 42.600 Scheidsrechter: Donald Robertson |
| 7 september 2019 «onderlinge duels» 21.45 (UTC+3) | Tufan 89' | Verslag |         | Vodafone Park, Istanboel Toeschouwers: 42.600 Scheidsrechter: Donald Robertson |

|                                                    |          |         |                                     |                                                                             |
| 10 september 2019 «onderlinge duels» 21.45 (UTC+3) | Moldavië | 0 − 4   | Turkije                             | Stadionul Zimbru, Chisinau Toeschouwers: 8.281 Scheidsrechter: Davide Massa |
| 10 september 2019 «onderlinge duels» 21.45 (UTC+3) |          | Verslag | 37', 79' Tosun 57' Türüç 88' Yazıcı | Stadionul Zimbru, Chisinau Toeschouwers: 8.281 Scheidsrechter: Davide Massa |

|                                                  |           |         |         |                                                                                       |
| 11 oktober 2019 «onderlinge duels» 21.45 (UTC+3) | Turkije   | 1 − 0   | Albanië | Şükrü Saracoğlustadion, Istanboel Toeschouwers: 41.438 Scheidsrechter: Ovidiu Haţegan |
| 11 oktober 2019 «onderlinge duels» 21.45 (UTC+3) | Tosun 90' | Verslag |         | Şükrü Saracoğlustadion, Istanboel Toeschouwers: 41.438 Scheidsrechter: Ovidiu Haţegan |

|                                                  |            |         |           |                                                                               |
| 14 oktober 2019 «onderlinge duels» 20.45 (UTC+2) | Frankrijk  | 1 − 1   | Turkije   | Stade de France, Saint-Denis Toeschouwers: 72.154 Scheidsrechter: Felix Brych |
| 14 oktober 2019 «onderlinge duels» 20.45 (UTC+2) | Giroud 76' | Verslag | 82' Ayhan | Stade de France, Saint-Denis Toeschouwers: 72.154 Scheidsrechter: Felix Brych |

|                                                   |         |       |         |                                                                                      |
| 14 november 2019 «onderlinge duels» 20.00 (UTC+3) | Turkije | 0 − 0 | IJsland | Türk Telekom Stadyumu, Istanboel Toeschouwers: 48.329 Scheidsrechter: Anthony Taylor |
| 14 november 2019 «onderlinge duels» 20.00 (UTC+3) | Verslag |       |         | Türk Telekom Stadyumu, Istanboel Toeschouwers: 48.329 Scheidsrechter: Anthony Taylor |

|                                                   |         |         |                      |                                                                                     |
| 17 november 2019 «onderlinge duels» 20.45 (UTC+1) | Andorra | 0 − 2   | Turkije              | Estadi Nacional, Andorra la Vella Toeschouwers: 2.357 Scheidsrechter: Ivan Kružliak |
| 17 november 2019 «onderlinge duels» 20.45 (UTC+1) |         | Verslag | 17', 21' (pen.) Ünal | Estadi Nacional, Andorra la Vella Toeschouwers: 2.357 Scheidsrechter: Ivan Kružliak |

### Eindstand groep H
| Nr. | Land      | GW | W | G | V | DV | DT | DS  | Ptn |
| --- | --------- | -- | - | - | - | -- | -- | --- | --- |
| 1   | Frankrijk | 10 | 8 | 1 | 1 | 25 | 6  | +19 | 25  |
| 2   | Turkije   | 10 | 7 | 2 | 1 | 18 | 3  | +15 | 23  |
| 3   | IJsland   | 10 | 6 | 1 | 3 | 14 | 11 | +3  | 19  |
| 4   | Albanië   | 10 | 4 | 1 | 5 | 16 | 14 | +2  | 13  |
| 5   | Andorra   | 10 | 1 | 1 | 8 | 3  | 20 | -17 | 4   |
| 6   | Moldavië  | 10 | 1 | 0 | 9 | 4  | 26 | -22 | 3   |

## EK-voorbereiding

### Wedstrijden
|                                              |                          |       |               |                                                              |
| 27 mei 2021 «onderlinge duels» 20.00 (UTC+3) | Turkije                  | 2 – 1 | Azerbeidzjan  | Bahçeşehir Okullarıstadion, Alanya Scheidsrechter: Genc Nuza |
| 27 mei 2021 «onderlinge duels» 20.00 (UTC+3) | Dervişoğlu 34' Ayhan 45' |       | 28' Makhmudov | Bahçeşehir Okullarıstadion, Alanya Scheidsrechter: Genc Nuza |

|                                              |         |       |        |                                                       |
| 31 mei 2021 «onderlinge duels» 20.00 (UTC+3) | Turkije | 0 – 0 | Guinee | Antalyastadion, Antalya Scheidsrechter: Aliyar Ağayev |
| 31 mei 2021 «onderlinge duels» 20.00 (UTC+3) |         |       |        | Antalyastadion, Antalya Scheidsrechter: Aliyar Ağayev |

|                                              |                         |       |          |                                                                                        |
| 3 juni 2021 «onderlinge duels» 19.00 (UTC+2) | Turkije                 | 2 – 0 | Moldavië | Benteler-Arena, Paderborn (Duitsland) Toeschouwers: 0 Scheidsrechter: Sascha Stegemann |
| 3 juni 2021 «onderlinge duels» 19.00 (UTC+2) | B. Yılmaz 58' Ünder 77' |       |          | Benteler-Arena, Paderborn (Duitsland) Toeschouwers: 0 Scheidsrechter: Sascha Stegemann |

## Het Europees kampioenschap
De loting vond plaats op 30 november 2019 in Boekarest. Turkije werd ondergebracht in groep A, samen met Italië, Wales en Zwitserland.

### Uitrustingen
Sportmerk: Nike
| Thuis | Uit | Doelman |

### Selectie en statistieken
| Nr. | Naam              | Geboortedatum | GW |   |   |   |   |   |   | Club                 | Positie(s) |
| --- | ----------------- | ------------- | -- | - | - | - | - | - | - | -------------------- | ---------- |
| 1   | Mert Günok        | 01-03-1989    | 0  | 0 | 0 | 0 | 0 | 0 | 0 | Istanbul Başakşehir  | GK         |
| 2   | Zeki Çelik        | 17-02-1997    | 3  | 0 | 1 | 0 | 0 | 0 | 0 | Lille OSC            | RB         |
| 3   | Merih Demiral     | 05-03-1998    | 3  | 0 | 0 | 0 | 0 | 1 | 0 | Juventus FC          | CB         |
| 4   | Çağlar Söyüncü    | 23-05-1996    | 3  | 0 | 2 | 0 | 0 | 0 | 0 | Leicester City       | CB         |
| 5   | Okay Yokuşlu      | 09-03-1994    | 3  | 0 | 0 | 0 | 0 | 1 | 2 | West Bromwich Albion | DM         |
| 6   | Ozan Tufan        | 23-03-1995    | 3  | 0 | 0 | 0 | 0 | 0 | 3 | Fenerbahçe           | DM, CM     |
| 7   | Cengiz Ünder      | 14-07-1997    | 3  | 0 | 0 | 0 | 0 | 1 | 2 | Leicester City       | RW         |
| 8   | Dorukhan Toköz    | 21-05-1996    | 1  | 0 | 0 | 0 | 0 | 1 | 0 | Beşiktaş             | CM         |
| 9   | Kenan Karaman     | 05-03-1994    | 3  | 0 | 0 | 0 | 0 | 1 | 2 | Fortuna Düsseldorf   | CF         |
| 10  | Hakan Çalhanoğlu  | 08-02-1994    | 3  | 0 | 2 | 0 | 0 | 0 | 1 | AC Milan             | AM, LW     |
| 11  | Yusuf Yazıcı      | 29-01-1997    | 3  | 0 | 0 | 0 | 0 | 2 | 1 | Lille OSC            | AM         |
| 12  | Altay Bayındır    | 14-04-1998    | 0  | 0 | 0 | 0 | 0 | 0 | 0 | Fenerbahçe           | GK         |
| 13  | Umut Meraş        | 20-12-1995    | 2  | 0 | 0 | 0 | 0 | 0 | 1 | Le Havre AC          | LB         |
| 14  | Taylan Antalyalı  | 08-01-1995    | 0  | 0 | 0 | 0 | 0 | 0 | 0 | Galatasaray          | DM         |
| 15  | Ozan Kabak        | 25-03-2000    | 0  | 0 | 0 | 0 | 0 | 0 | 0 | Liverpool FC         | CB         |
| 16  | Enes Ünal         | 10-05-1997    | 0  | 0 | 0 | 0 | 0 | 0 | 0 | Getafe CF            | CF         |
| 17  | Burak Yılmaz      | 15-07-1985    | 3  | 0 | 1 | 0 | 0 | 0 | 0 | Lille OSC            | CF         |
| 18  | Rıdvan Yılmaz     | 21-05-2001    | 0  | 0 | 0 | 0 | 0 | 0 | 0 | Beşiktaş             | LB         |
| 19  | Orkun Kökçü       | 29-12-2000    | 1  | 0 | 0 | 0 | 0 | 1 | 0 | Feyenoord            | CM         |
| 20  | Abdülkadir Ömür   | 25-06-1999    | 0  | 0 | 0 | 0 | 0 | 0 | 0 | Trabzonspor          | AM         |
| 21  | İrfan Can Kahveci | 15-07-1995    | 3  | 1 | 0 | 0 | 0 | 2 | 1 | Fenerbahçe           | CM         |
| 22  | Kaan Ayhan        | 10-11-1994    | 3  | 0 | 0 | 0 | 0 | 1 | 1 | US Sassuolo          | CB         |
| 23  | Uğurcan Çakır     | 04-04-1996    | 3  | 0 | 0 | 0 | 0 | 0 | 0 | Trabzonspor          | GK         |
| 24  | Kerem Aktürkoğlu  | 21-10-1998    | 0  | 0 | 0 | 0 | 0 | 0 | 0 | Galatasaray          | LW         |
| 25  | Mert Müldür       | 03-04-1999    | 2  | 0 | 0 | 0 | 0 | 1 | 0 | US Sassuolo          | RB         |
| 26  | Halil Dervişoğlu  | 08-12-1999    | 2  | 0 | 1 | 0 | 0 | 2 | 0 | Galatasaray          | CF         |

### Wedstrijden
| Nr. | Land        | GW | W | G | V | DV | DT | DS | Ptn |
| --- | ----------- | -- | - | - | - | -- | -- | -- | --- |
| 1   | Italië      | 3  | 3 | 0 | 0 | 7  | 0  | +7 | 9   |
| 2   | Wales       | 3  | 1 | 1 | 1 | 3  | 2  | +1 | 4   |
| 3   | Zwitserland | 3  | 1 | 1 | 1 | 4  | 5  | -1 | 4   |
| 4   | Turkije     | 3  | 0 | 0 | 3 | 1  | 8  | -7 | 0   |

#### Groepsfase
|                                               |         |         |                                             |                                                                           |
| 11 juni 2021 «onderlinge duels» 21:00 (UTC+2) | Turkije | 0 – 3   | Italië                                      | Stadio Olimpico, Rome Toeschouwers: 12.916 Scheidsrechter: Danny Makkelie |
| 11 juni 2021 «onderlinge duels» 21:00 (UTC+2) |         | Verslag | 53' (e.d.) Demiral 66' Immobile 79' Insigne | Stadio Olimpico, Rome Toeschouwers: 12.916 Scheidsrechter: Danny Makkelie |

|                                               |         |                             |       |                                                                                 |
| 16 juni 2021 «onderlinge duels» 20:00 (UTC+4) | Turkije | 0 – 2                       | Wales | Olympisch Stadion, Bakoe Toeschouwers: 19.762 Scheidsrechter: Artur Soares Dias |
| 16 juni 2021 «onderlinge duels» 20:00 (UTC+4) |         | 42' Ramsey 90+6' C. Roberts |       | Olympisch Stadion, Bakoe Toeschouwers: 19.762 Scheidsrechter: Artur Soares Dias |

|                                               |                               |       |             |                                                                             |
| 20 juni 2021 «onderlinge duels» 20:00 (UTC+4) | Zwitserland                   | 3 – 1 | Turkije     | Olympisch Stadion, Bakoe Toeschouwers: 17.138 Scheidsrechter: Slavko Vinčić |
| 20 juni 2021 «onderlinge duels» 20:00 (UTC+4) | Seferović 6' Shaqiri 26', 68' |       | 62' Kahveci | Olympisch Stadion, Bakoe Toeschouwers: 17.138 Scheidsrechter: Slavko Vinčić |

TFF · A-internationals · Selecties · Bondscoaches · Turks vrouwenelftal · Olympisch elftal · Turkije U21 · Turkije U20 · Turkije U19 · Turkije U18 · Turkije U17 · Turkije U16
1923 – 1929 · 
1930 – 1939 · 
1940 – 1949 · 
1950 – 1959 · 
1960 – 1969 · 
1970 – 1979 · 
1980 – 1989 · 
1990 – 1999 · 
2000 – 2009 · 
2010 – 2019 ·
2020 − 2029
EK 1996 · 
EK 2000 · 
EK 2008 · 
EK 2016 ·
EK 2020 ·
EK 2024 · WK 1954 · WK 2002 · OS 1924 · 
OS 1928 · 
OS 1936 · 
OS 1948 · 
OS 1952 · 
OS 1960
1923 · 
1924 · 
1925 · 
1926 · 
1927 · 
1928 · 
1929 · 1930 · 
1931 · 
1932 · 
1933 · 1934 · 1935 · 
1936 · 
1937 · 
1938 · 1939 · 1940 · 1941 · 1942 · 1943 · 1944 · 1945 · 1946 · 1947 · 
1948 · 
1949 · 
1950 · 
1952 · 
1952 · 
1953 · 
1954 · 
1955 · 
1956 · 
1957 · 
1958 · 
1959 · 
1960 · 
1961 · 
1962 · 
1963 · 
1964 · 
1965 · 
1966 · 
1967 · 
1968 · 
1969 · 
1970 · 
1971 · 
1972 · 
1973 · 
1974 · 
1975 · 
1976 · 
1977 · 
1978 · 
1979 · 
1980 · 
1981 · 
1982 · 
1983 · 
1984 · 
1985 · 
1986 · 
1987 · 
1988 · 
1989 · 
1990 · 
1991 · 
1992 · 
1993 · 
1994 · 
1995 · 
1996 · 
1997 · 
1998 · 
1999 · 
2000 · 
2001 · 
2002 · 
2003 · 
2004 · 
2005 · 
2006 · 
2007 · 
2008 · 
2009 · 
2010 · 
2011 · 
2012 · 
2013 · 
2014 · 
2015 ·
2016 ·
2017 ·
2018 ·
2019 ·
2020 ·
2021 ·
2022 ·
2023 ·
2024
Albanië ·
Algerije ·
Andorra ·
Angola ·
Armenië ·
Australië ·
Azerbeidzjan ·
België ·
Bosnië en Herzegovina ·
Brazilië ·
Bulgarije ·
Canada ·
Chili ·
China ·
Colombia ·
Costa Rica ·
DDR ·
Denemarken ·
Duitsland ·
Ecuador ·
Egypte ·
Engeland ·
Estland ·
Ethiopië ·
Faeröer ·
Finland ·
Frankrijk ·
Georgië ·
Ghana ·
Gibraltar ·
Griekenland ·
Guinee ·
Honduras ·
Hongarije ·
Ierland ·
IJsland ·
Irak ·
Iran ·
Israël ·
Italië ·
Ivoorkust ·
Japan ·
Joegoslavië ·
Kameroen ·
Kazachstan ·
Kosovo ·
Kroatië ·
Letland ·
Libanon ·
Libië ·
Liechtenstein ·
Litouwen ·
Luxemburg ·
Maleisië ·
Malta ·
Moldavië ·
Montenegro · 
Nederland ·
Nieuw-Zeeland ·
Noord-Ierland ·
Noord-Macedonië ·
Noorwegen ·
Oekraïne ·
Oezbekistan ·
Oostenrijk ·
Pakistan ·
Paraguay ·
Polen ·
Portugal ·
Qatar · 
Roemenië ·
Rusland ·
San Marino ·
Saoedi-Arabië ·
Schotland ·
Senegal ·
Servië ·
Slovenië · 
Slowakije ·
Sovjet-Unie ·
Spanje ·
Syrië ·
Tsjechië ·
Tsjecho-Slowakije ·
Tunesië ·
Uruguay ·
Verenigde Staten ·
Wales ·
Wit-Rusland ·
Zuid-Afrika ·
Zuid-Korea ·
Zweden ·
Zwitserland
Brazilië (2002, 1) · 
Costa Rica (2002) · 
Duitsland (2008) · 
Italië (2021) · 
Kroatië (2008) · 
Kroatië (2016) · 
Portugal (2008) · 
Spanje (2016) · 
Tsjechië (2008) · 
Wales (2021) · 
Zwitserland (2008) · 
Zwitserland (2021)
1 Günok ·
2 Çelik ·
3 Demiral ·
4 Söyüncü ·
5 Yokuşlu ·
6 Tufan ·
7 Ünder ·
8 Toköz ·
9 Karaman ·
10 Çalhanoğlu ·
11 Yazıcı ·
12 Bayındır ·
13 Meraş ·
14 Antalyalı ·
15 Kabak ·
16 Ünal ·
17 B. Yılmaz  ·
18 R. Yılmaz ·
19 Kökçü ·
20 Ömür ·
21 Kahveci ·
22 Ayhan ·
23 Çakır ·
24 Aktürkoğlu ·
25 Müldür ·
26 Dervişoğlu ·
Coach: Güneş